# Courcôme
Courcôme est une commune du Sud-Ouest de la France située dans le département de la Charente, en région Nouvelle-Aquitaine.
Ses habitants sont les Courcômois et les Courcômoises.

## Géographie

### Localisation et accès
La commune de Courcôme est la troisième du canton de Villefagnan de par sa superficie.
Le bourg de Courcôme est à 5 km au sud-est de Villefagnan et 7 km au sud-ouest de Ruffec. Il est aussi à 14 km au nord-est d'Aigre et à 38 km au nord d'Angoulême.
La principale voie de communication est la D 736 de Ruffec à Aigre qui parcourt toute la commune et qui dessert le bourg. La D 27 de Villefagnan à Aunac croise la précédente au bourg et dessert aussi Tuzie.
La ligne de chemin de fer de Paris à Bordeaux traverse toute la commune du nord au sud et passe à proximité du bourg de Courcôme. La gare la plus proche est celle de Ruffec qui est desservie par des navettes TER entre Poitiers et Angoulême. La LGV Sud Europe Atlantique traverse le territoire de la commune depuis 2017.
Le bourg de Villegats est situé 5 km à l'est de celui de Courcôme, et celui de Tuzie 2 km au sud-est.
Villegats est desservi par la D 192 qui traverse le bourg et la N 10 située juste à l'est.

### Hameaux et lieux-dits
Courcôme est un gros bourg entouré d'un certain nombre de hameaux, qui peuvent être considérés comme faisant partie de son agglomération. Ce sont : le Lac, la rue du Puits, la Chaussée, la Croix Geoffroy et le Petit Village.
Outre ces hameaux, on trouve également : les Houillères et les Martres, sur la route de La Faye à Tuzie ; Magné (ou Magnez) et les Combeaux, dans le sud-ouest de la commune ; les Marchis, dans l'est ; la Touche, où l'on peut voir des carrières de pierre de taille.
Les deux hameaux de la Croix et des Porcherons entourent le bourg de Villegats.

### Communes limitrophes
| Raix                  | La Faye               | Ruffec                |
| Villefagnan, Souvigné | Courcôme              | Barro                 |
| Bessé, Charmé         | Salles-de-Villefagnan | Verteuil-sur-Charente |

### Géologie et relief
Géologiquement, la commune est dans le calcaire du Jurassique du Bassin aquitain, comme tout le Nord-Charente. Plus particulièrement, le Callovien occupe une grande partie est de la commune et l'Oxfordien le tiers ouest. Le sol est un calcaire marno-argileux. Des grèzes ou groies du Quaternaire couvrent les vallons, au nord du bourg de Courcôme, et au sud des bourgs de Villegats et Tuzie,,.
Le relief de la commune est celui de bas plateaux assez vallonnés dans une grande partie nord-est et d'une plaine au sud-ouest, le tout d'une altitude moyenne de 130 m. Le point culminant de la commune est à une altitude de 161 m, situé dans le bois des Gardes au nord du bourg de Villegats. Le point le plus bas est à 76 m, situé le long du Bief sur la limite sud. Le bourg de Courcôme est à 112 m d'altitude.

### Hydrographie
La commune est arrosée par plusieurs petits ruisseaux, dont le principal prend sa source près du hameau de Magné; ce petit cours d'eau prend le nom de ruisseau du Bief, et va rejoindre la Charente près de Luxé, dans le canton d'Aigre.
Ce ruisseau souvent à sec l'été reçoit d'autres ruisseaux intermittents drainant la plaine au sud de Villefagnan.

### Climat
Comme dans les trois quarts sud et ouest du département, le climat est océanique aquitain.

## Urbanisme

### Typologie
Au 1er janvier 2024, Courcôme est catégorisée commune rurale à habitat dispersé, selon la nouvelle grille communale de densité à 7 niveaux définie par l'Insee en 2022.
Elle est située hors unité urbaine. Par ailleurs la commune fait partie de l'aire d'attraction de Ruffec, dont elle est une commune de la couronne,. Cette aire, qui regroupe 30 communes, est catégorisée dans les aires de moins de 50 000 habitants,.

### Risques majeurs
Le territoire de la commune de Courcôme est vulnérable à différents aléas naturels : météorologiques (tempête, orage, neige, grand froid, canicule ou sécheresse) et séisme (sismicité modérée). Il est également exposé à un risque technologique,  le transport de matières dangereuses. Un site publié par le BRGM permet d'évaluer simplement et rapidement les risques d'un bien localisé soit par son adresse soit par le numéro de sa parcelle.

#### Risques naturels

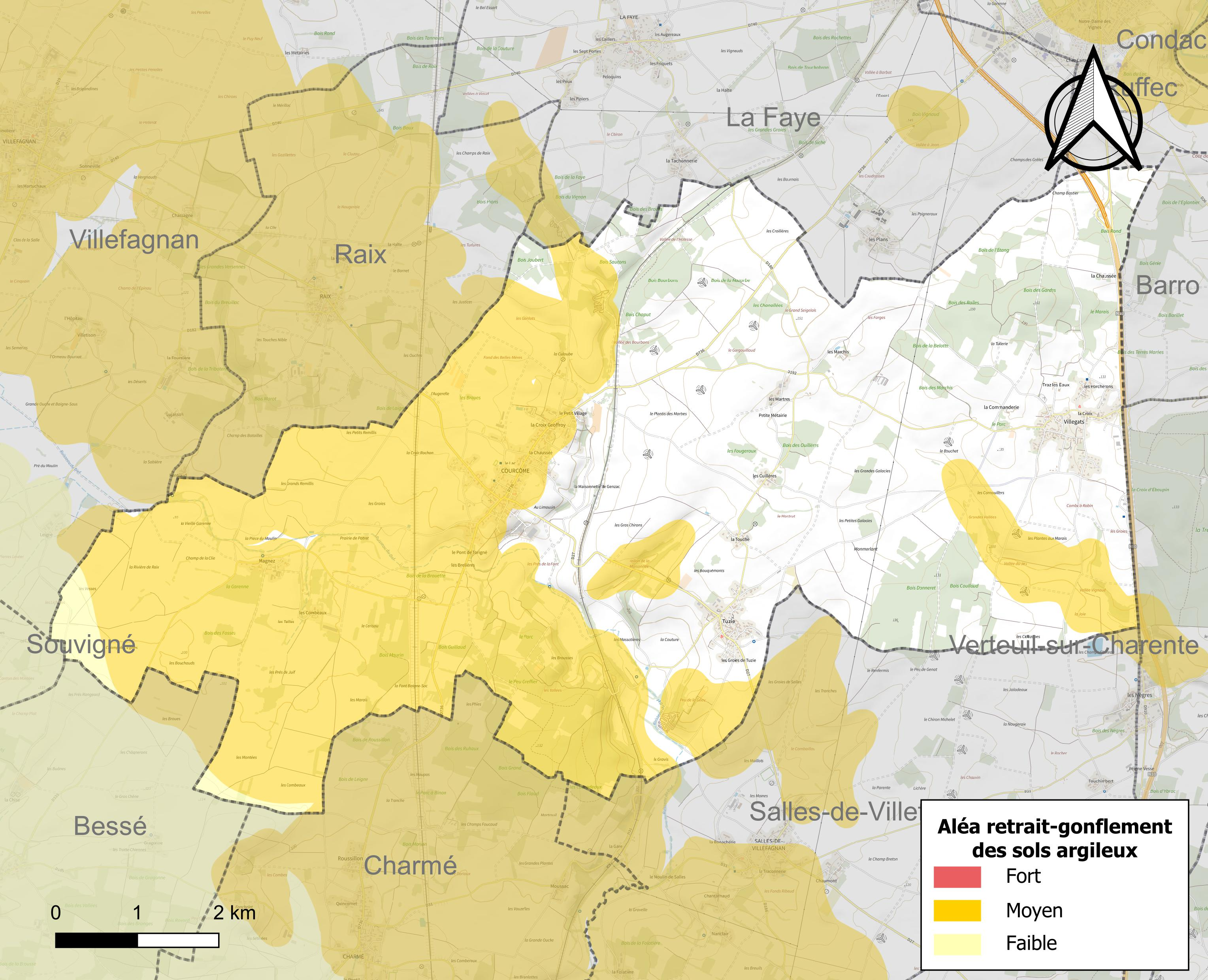
Carte des zones d'aléa retrait-gonflement des sols argileux de Courcôme.

Le retrait-gonflement des sols argileux est susceptible d'engendrer des dommages importants aux bâtiments en cas d’alternance de périodes de sécheresse et de pluie. 45,3 % de la superficie communale est en aléa moyen ou fort (67,4 % au niveau départemental et 48,5 % au niveau national). Sur les 473 bâtiments dénombrés sur la commune en 2019,  200 sont en aléa moyen ou fort, soit 42 %, à comparer aux 81 % au niveau départemental et 54 % au niveau national. Une cartographie de l'exposition du territoire national au retrait gonflement des sols argileux est disponible sur le site du BRGM,.
Par ailleurs, afin de mieux appréhender le risque d’affaissement de terrain, l'inventaire national des cavités souterraines permet de localiser celles situées sur la commune.
La commune a été reconnue en état de catastrophe naturelle au titre des dommages causés par les inondations et coulées de boue survenues en 1982, 1983, 1999 et 2013. Concernant les mouvements de terrains, la commune a été reconnue en état de catastrophe naturelle au titre des dommages causés par des mouvements de terrain en 1999.

#### Risques technologiques
Le risque de transport de matières dangereuses sur la commune est lié à sa traversée par une ou des infrastructures routières ou ferroviaires importantes ou la présence d'une canalisation de transport d'hydrocarbures. Un accident se produisant sur de telles infrastructures est susceptible d’avoir des effets graves sur les biens, les personnes ou l'environnement, selon la nature du matériau transporté. Des dispositions d’urbanisme peuvent être préconisées en conséquence.

## Toponymie
Les formes anciennes sont Corcolmo en 910, Corcosma au XIVe siècle, Curia Comitis.
L'origine du nom de Courcôme remonterait à un personnage germanique Colman et serait Corte Colmano signifiant « domaine de Colman ». Dauzat suggère aussi le latin cortem et un nom d'homme obscur Cosma.
La limite des noms en -ac (dans le Sud de la France) et des noms en -é, -ay ou -y (dans le Nord), qui traverse la France d'ouest en est, traverse le nord-ouest du département de la Charente entre Rouillac/Montigné, Ambérac/Luxé et Bernac/Londigny. Courcôme est à 5 km au nord de cette limite (Bessé, Charmé, Magné, etc.).

## Histoire
L'habitat très ancien est attesté par la présence des dolmens de Magné situés au lieu-dit la Vieille Garenne et datés du Néolithique.
D'après une charte des environs de l'an 970, citée par l'abbé Michon, l'église et la terre de Courcôme auraient été données par Guillaume Fier-à-bras, duc d'Aquitaine, à l'église Saint-Hilaire le Grand de Poitiers. Cette donation comprenait également les villas, les vignes, les prés et le moulin qui dominent le ruisseau appelé le Contest (aujourd'hui le Bief). Vraisemblablement, il ne reste rien de l'église primitive, sauf peut-être des substructions; rien ne permet de faire remonter l'église actuelle avant la fin du XIe siècle.
Le hameau de Magné possédait un logis noble dont il subsiste quelques restes de la fin de la Renaissance. Au milieu du XVe siècle, la terre de Magné appartient à Alain Merlet, écuyer, seigneur du Montet. Vers 1460, sa fille Catherine, épouse Aubert Corgnol, écuyer, fils de Louis Corgnol, seigneur de Tessé, à qui elle porte les fiefs du Montet et de Magné.
Le petit-fils d'Aubert Corgnol, Louis, n'a qu'une fille, Catherine, qui épouse son cousin, Philippe Corgnol. Ce dernier devient ainsi la tige d'une nouvelle branche de Magné, qui se perpétuera jusqu'au début du XVIIIe siècle.
Devenue veuve, Catherine Corgnol épouse en secondes noces François de Beauchamp, dont elle aura une fille et un fils. En 1585, François de Beauchamp se dit seigneur de Magné. Il est probable que des partages de famille attribuent définitivement Magné aux Corgnol, qui le possèdent encore à la fin du XVIIe siècle.
L'état des paroisses de 1686 nous informe que les chanoines de Poitiers sont les seigneurs de la paroisse de Courcousme qui comporte 129 feux et produit du vin, du grain des noix et du safran..
Le 1er janvier 2019, Tuzie et Villegats sont intégrées à Courcôme qui devient une commune nouvelle. Ceci est acté par un arrêté préfectoral du 19 décembre 2018.

## Administration
Créée 'Courcome' en 1793 elle est devenue 'Courcosme' en 1801 puis 'Courcôme'.
| Période                                  | Période  | Identité                                        | Étiquette | Qualité                                       |
| ---------------------------------------- | -------- | ----------------------------------------------- | --------- | --------------------------------------------- |
| 1983                                     | 2014     | Michel Duchiron                                 | DVG (MDC) | Retraité de l'enseignement                    |
| 2014                                     | En cours | Fabrice Geoffroy Réélu pour le mandat 2020-2026 | DVD       | Notaire, conseiller départemental depuis 2021 |
| Les données manquantes sont à compléter. |          |                                                 |           |                                               |

En 2008 les élus de Courcôme se sont fédérés à l'initiative des élus du Pays Ruffécois avec 17 communes du Nord Charente et 5 des Deux-Sèvres en une fédération qui demande des compensations aux nuisances que va leur apporter la LGV Sud Europe Atlantique. Celle-ci, concédée à une entreprise privée va former une saignée dans le territoire et les élus demande une compensation semblable à celle fournie aux communes par les sociétés privées d'autoroutes.

## Démographie

### Évolution démographique
L'évolution du nombre d'habitants est connue à travers les recensements de la population effectués dans la commune depuis 1793. Pour les communes de moins de 10 000 habitants, une enquête de recensement portant sur toute la population est réalisée tous les cinq ans, les populations de référence des années intermédiaires étant quant à elles estimées par interpolation ou extrapolation. Pour la commune, le premier recensement exhaustif entrant dans le cadre du nouveau dispositif a été réalisé en 2008.

En 2022, la commune comptait 801 habitants, en évolution de +97,78 % par rapport à 2016 (Charente : −0,48 %, France hors Mayotte : +2,11 %).
| 1793 | 1800 | 1806 | 1821 | 1831  | 1841  | 1846  | 1851  | 1856 |
| ---- | ---- | ---- | ---- | ----- | ----- | ----- | ----- | ---- |
| 950  | 844  | 859  | 968  | 1 004 | 1 028 | 1 069 | 1 054 | 983  |

| 1861 | 1866 | 1872 | 1876 | 1881 | 1886 | 1891 | 1896 | 1901 |
| ---- | ---- | ---- | ---- | ---- | ---- | ---- | ---- | ---- |
| 930  | 941  | 897  | 874  | 905  | 861  | 748  | 682  | 681  |

| 1906 | 1911 | 1921 | 1926 | 1931 | 1936 | 1946 | 1954 | 1962 |
| ---- | ---- | ---- | ---- | ---- | ---- | ---- | ---- | ---- |
| 655  | 627  | 592  | 573  | 554  | 560  | 510  | 514  | 485  |

| 1968 | 1975 | 1982 | 1990 | 1999 | 2006 | 2008 | 2013 | 2018 |
| ---- | ---- | ---- | ---- | ---- | ---- | ---- | ---- | ---- |
| 445  | 395  | 394  | 391  | 421  | 427  | 429  | 415  | 778  |

| 2022 | - | - | - | - | - | - | - | - |
| ---- | - | - | - | - | - | - | - | - |
| 801  | - | - | - | - | - | - | - | - |

### Pyramide des âges
En 2018, le taux de personnes d'un âge inférieur à 30 ans s'élève à 31,6 %, soit au-dessus de la moyenne départementale (30,2 %). À l'inverse, le taux de personnes d'âge supérieur à 60 ans est de 33,6 % la même année, alors qu'il est de 32,3 % au niveau départemental.
En 2018, la commune comptait 370 hommes pour 408 femmes, soit un taux de 52,44 % de femmes, légèrement supérieur au taux départemental (51,59 %).
Les pyramides des âges de la commune et du département s'établissent comme suit.
| Hommes | Classe d’âge | Femmes |
| ------ | ------------ | ------ |
| 0,5    | 90 ou +      | 2,0    |
| 9,5    | 75-89 ans    | 11,0   |
| 21,8   | 60-74 ans    | 22,1   |
| 21,3   | 45-59 ans    | 20,3   |
| 14,4   | 30-44 ans    | 13,8   |
| 14,7   | 15-29 ans    | 14,1   |
| 17,7   | 0-14 ans     | 16,7   |

| Hommes | Classe d’âge | Femmes |
| ------ | ------------ | ------ |
| 1      | 90 ou +      | 2,7    |
| 9,2    | 75-89 ans    | 12     |
| 20,6   | 60-74 ans    | 21,3   |
| 20,7   | 45-59 ans    | 20,3   |
| 16,8   | 30-44 ans    | 16     |
| 15,6   | 15-29 ans    | 13,4   |
| 16,1   | 0-14 ans     | 14,3   |

### Remarques
Courcôme après avoir eu une population de plus de 1000 habitants pendant 30 ans au milieu du XIXe siècle a vu sa population décliner et se stabiliser aux alentours de 400 habitants depuis 40 ans.
En 2008 Courcôme compte 186 résidences principales, 36 résidences secondaires et 13 logements vacants.

## Économie

### Agriculture
Commune agricole spécialisée dans les élevages bovins, ovins et porcins, elle est pourvue de vignes qui se trouvent dans la zone d'appellation d'origine contrôlée du Cognac, dans le cru des Bons Bois.

### Commerces
Courcôme possède des commerces, une boulangerie-pâtisserie, un restaurant et des artisans, un garagiste, trois maçons, deux menuisiers, un entrepreneur en travaux agricoles.
Ouverte en 2007, la Maison du Tilleul Argenté propose des chambres d'hôtes.

## Équipements, services et vie locale

### Enseignement
L'école est un regroupement pédagogique intercommunal entre Courcôme, La Faye et Charmé.
Le RPI les P'tits Loups comporte deux classes maternelles à Courcôme. Deux classes de primaire sont à La Faye puis les élèves poursuivent leur scolarité à Charmé.

### Autres services
Courcôme possède une agence postale, tous les autres services sont à Villefagnan et à Ruffec.

### Vie associative
Il existe à Courcôme un comité des fêtes, une amicale laïque, une association de parents d'élèves et Entente et amitié.
Les associations sportives sont la société de chasse et le Moto club des Orchidées.
Les autres sports se pratiquent à Villefagnan.
L'association ACCES (Association Courcômoise Culturelle Evénementielle et Sportive) créée en 2008 a pour objet l'accès à la pluriactivités pour tous. Le regroupe des activités sportives : (marche, VTT), des loisirs culturels (œnologie, etc.), et des manifestations diverses.

## Lieux et monuments

### Patrimoine religieux
L'église paroissiale Notre-Dame de Courcôme, de l'ancien diocèse de Poitiers, a dû être entièrement construite en lieu et place de l'église primitive au XIe siècle; cet édifice a lui-même fait place, au début du XIIe siècle, à une nouvelle église, qui a été restaurée notamment de 1885 à 1895; elle comprend une nef à berceau, à un seul bas-côté, un transept sur lequel ouvrent deux absidioles, et un chœur profond terminé par une abside. La croisée est voûtée d'une coupole octogonale à la base, surmontée d'un beau clocher carré, d'un seul étage. La façade, percée d'une porte à quadruple voussure, flanquée de deux arcades aveugles et surmontée d'une corniche et d'une fenêtre à deux voussures, est très remarquable par l'exécution de ses chapiteaux et de ses modillons. Dans l'absidiole sud, on conserve une Vierge à l'Enfant du XIIIe siècle de grande dimension.
L'église de Courcôme est dédiée à la Vierge Marie, en son Assomption. Elle est ouverte tous les jours. Les visiteurs peuvent y découvrir 40 chapiteaux romans du XIe et XIIe siècles qui tous ont une valeur symbolique. Le clocher est remarquable par son harmonie. Elle est classée monument historique depuis 1881.
L'église et le cimetière sont communs avec l'ancienne commune de Tuzie, qui n'en possède pas.

Église de Courcôme
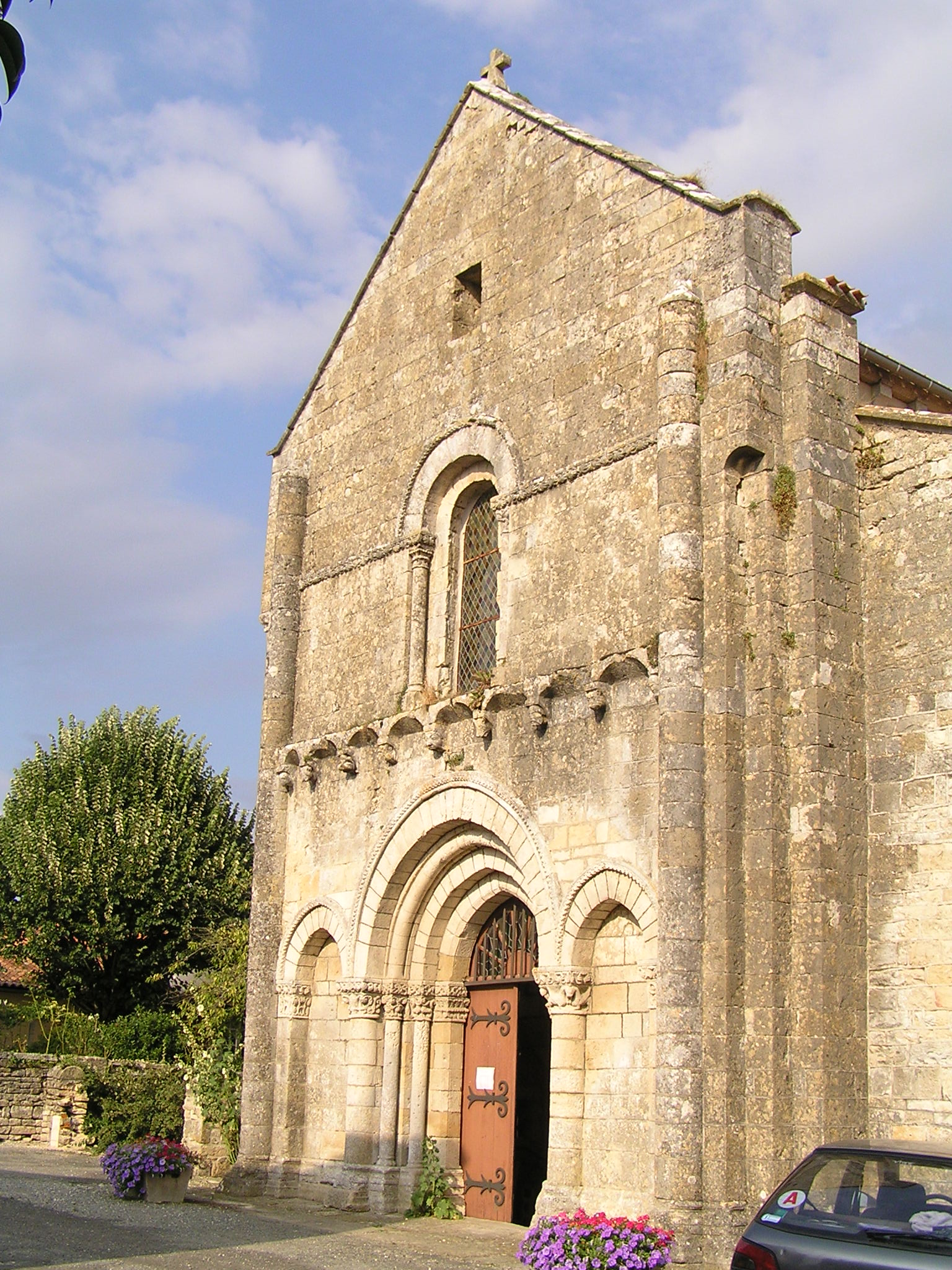
Façade.
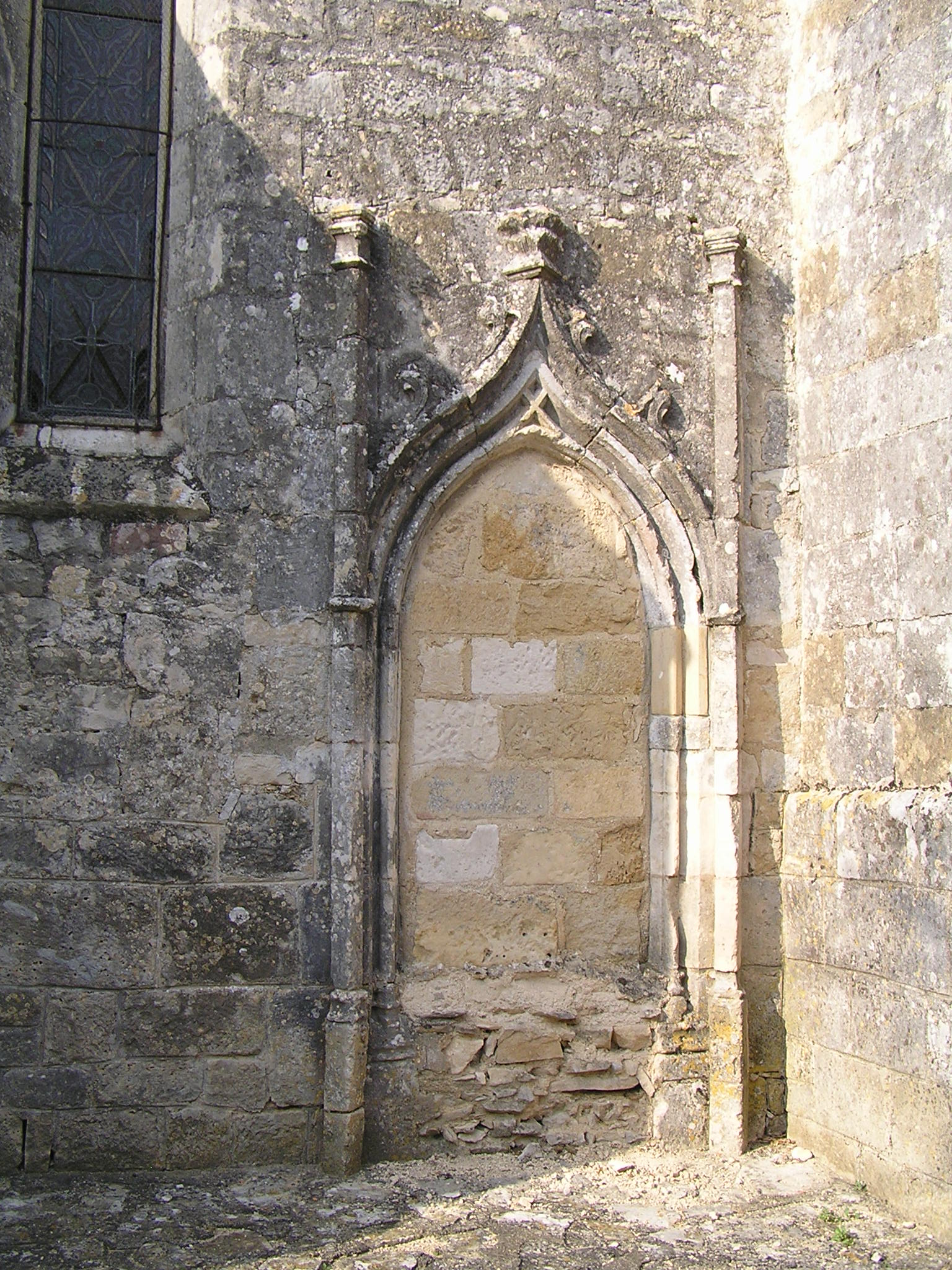
Porte gothique murée.
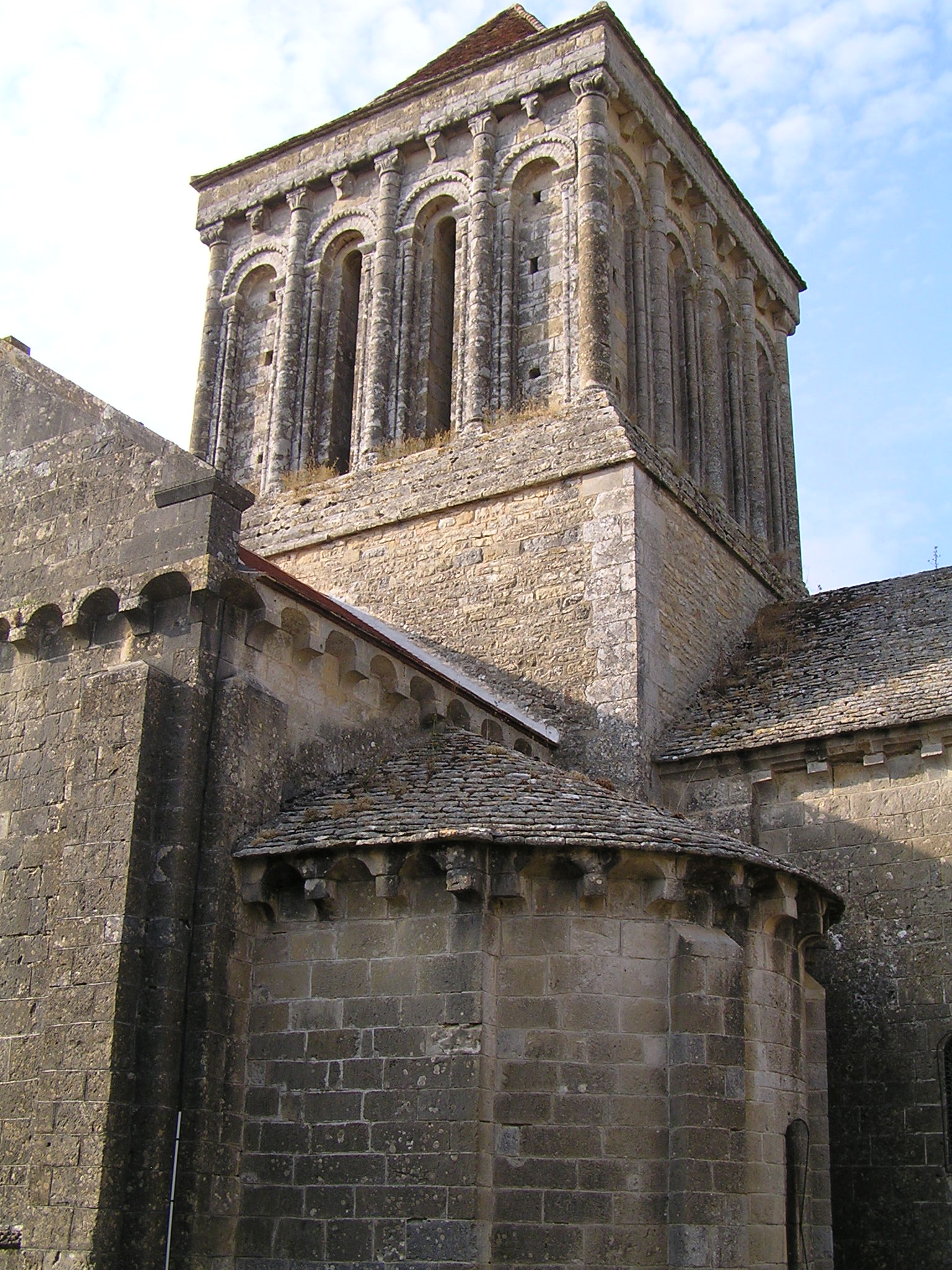
Clocher.
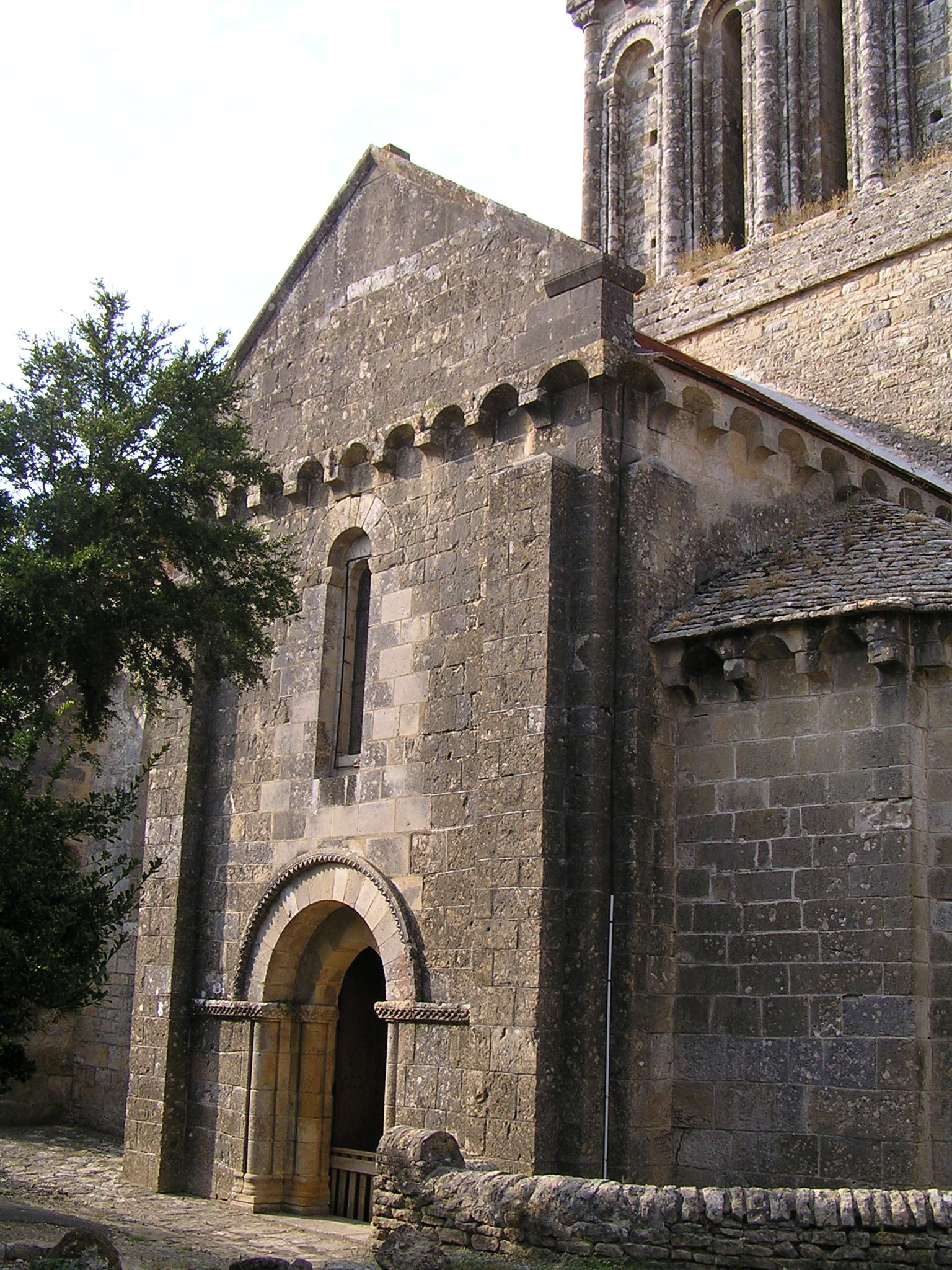
Entrée latérale.

La chapelle du cimetière de Courcôme, du XVIIe siècle, a été inscrite monument historique le 20 juillet 1979.
L'église paroissiale Saint-Benoît de Villegats du XIIe siècle est à chevet plat. Elle a été construite par l'ordre de Saint-Jean de Jérusalem, et fut confiée en vicairie perpétuelle à l'abbaye Notre-Dame de Nanteuil.
La commanderie de Villegats a été une maison forte entourée d'une double enceinte de murailles et de fossés. C'était une commanderie de Templiers attestée dès 1194; elle sera ensuite donnée aux Hospitaliers. Elle abrite une ancienne chapelle Saint-Fiacre.

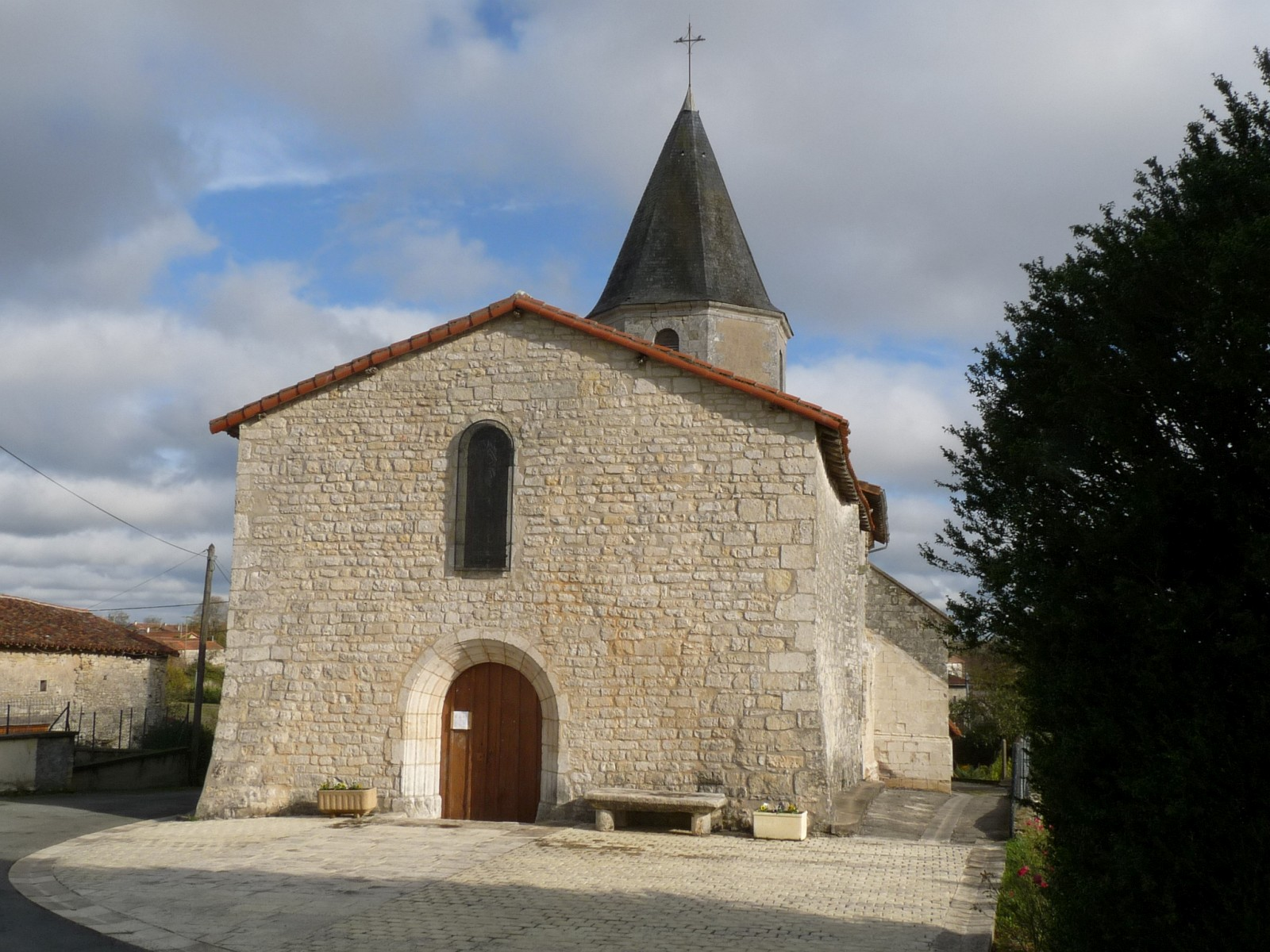
L'église Saint-Benoît de Villegats
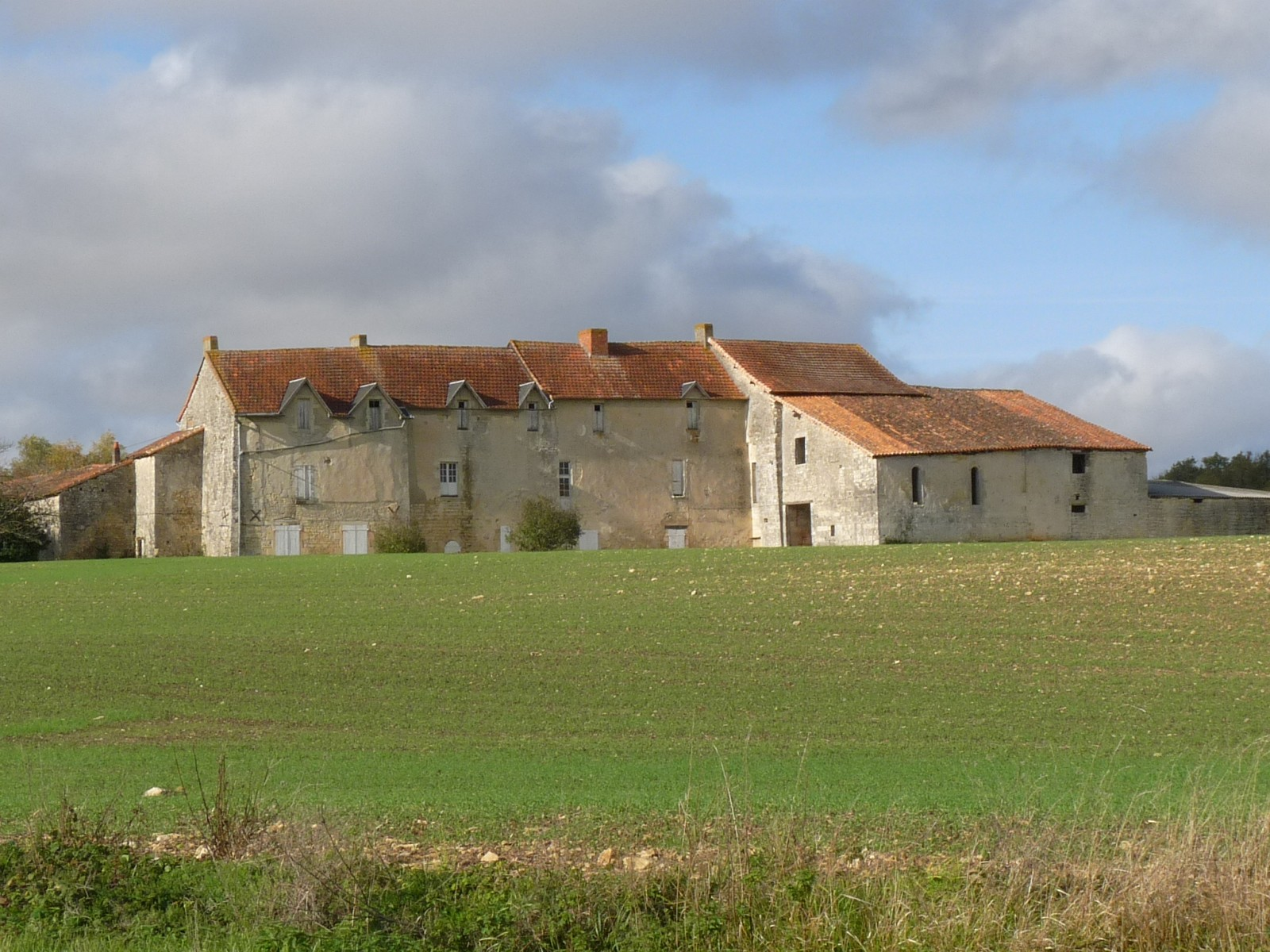
La commanderie de Villegats

### Patrimoine civil

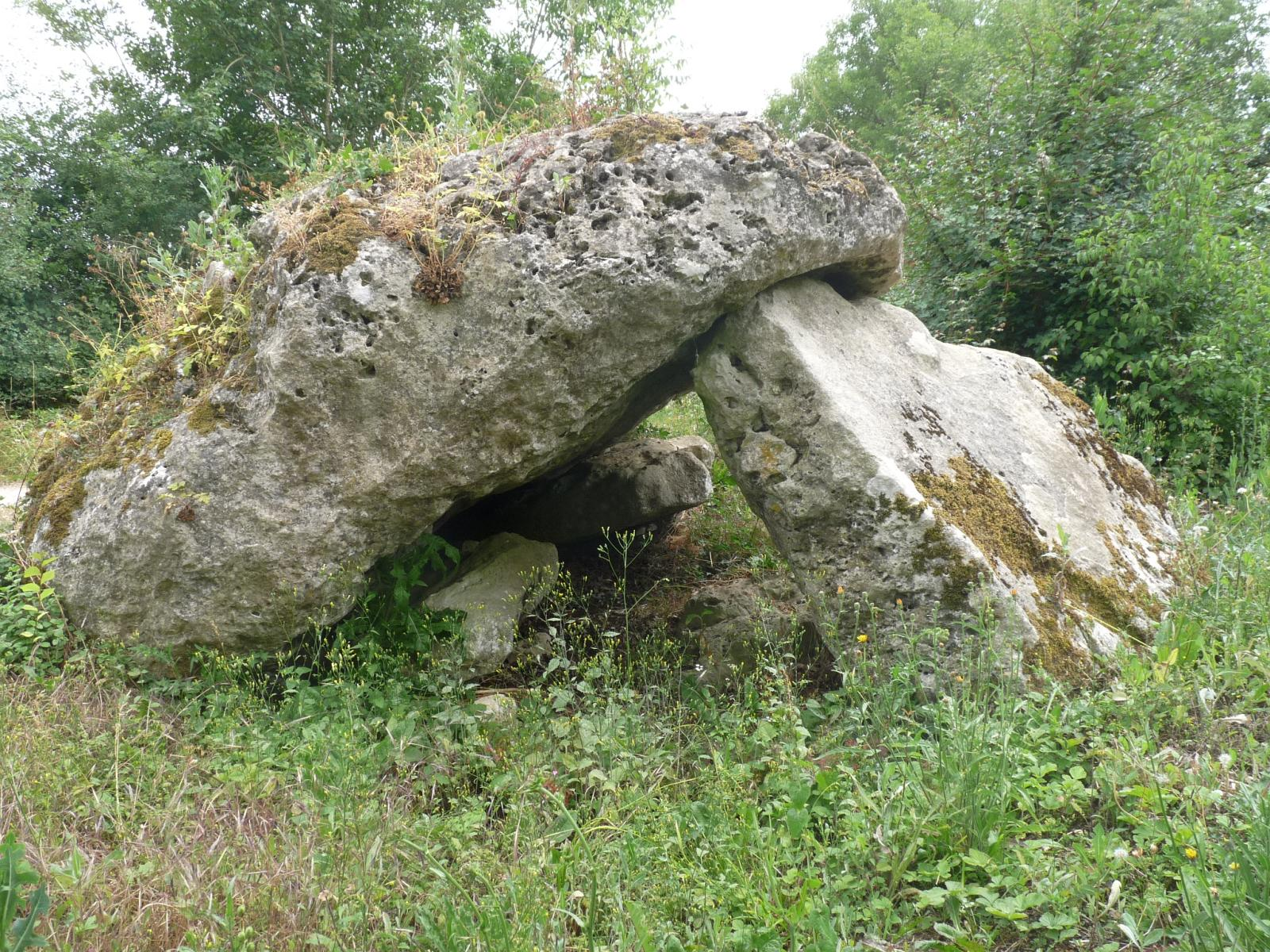
Le dolmen de Magné.

Les dolmens de Magnez, au lieu-dit la Vieille Garenne, datant de la période néolithique, ont été classés monument historique le 11 février 1930.

## Personnalités liées à la commune
- Franck de Lapersonne : né en 1963. Acteur, auteur, metteur en scène, chevalier des Arts et Lettres. Membre de la Société archéologique et historique de la Charente.